# Thorvald Strömberg
Thorvald Strömberg (n. 17 martie 1931, Kyrkslätt, Uusimaa Province⁠(d), Finlanda – d. 9 decembrie 2010, Tammisaari, Raasepori⁠(d), Finlanda) a fost un caiacist ce a reprezentat Finlanda, medaliat olimpic. A participat la 2 ediții ale Jocurilor Olimpice (1952, 1956) în care a câștigat o medalie de aur și o medalie de argint.